# 1917 في الولايات المتحدة
فيما يلي قوائم الأحداث التي وقعت خلال عام 1917 في الولايات المتحدة.

## سياسة

### تعيين في المنصب
- 1 يناير – ألبري ايدسون سليبر حاكم ميشيغان [الإنجليزية]‏.
- 1 يناير – ر يوينغ توماسون عضو مجلس نواب تكساس.
- 1 يناير – سيمون بامبيرجر حاكم يوتا  [لغات أخرى]‏.
- 3 يناير – لين جوزيف فريزر حاكم شمال داكوتا [الإنجليزية]‏.
- 4 مارس – جانيت بيرينغ رانكن عضو مجلس النواب الأمريكي.
- 4 مارس – فرانك بيلينجز كيلوج عضو مجلس الشيوخ الأمريكي.
- 4 مارس – فيلاندر سي نوكس نائب عام الولايات المتحدة، عضو مجلس الشيوخ الأمريكي.
- 4 مارس – هاري ستيوارت نيو عضو مجلس الشيوخ الأمريكي.
- 15 مارس – وليام دينيسون ستيفنس حاكم كاليفورنيا.
- 16 مارس – حيرام جونسون عضو مجلس الشيوخ الأمريكي.
- 23 سبتمبر – تاسكر هاوارد بليس رئيس أركان جيش الولايات المتحدة.

### انتهاء فترة المنصب
- 1 يناير – ألبري ايدسون سليبر حاكم ميشيغان [الإنجليزية]‏.
- 1 يناير – وليام سبري حاكم يوتا  [لغات أخرى]‏.
- 9 يناير – جورج ألفرد كارلسون Governor of Colorado [الإنجليزية]‏.
- 10 يناير – جورج واشنطن هايس حاكم أركنساس  [لغات أخرى]‏.
- 11 يناير – لوك كريغ حاكم كارولينا الشمالية [الإنجليزية]‏.
- 26 فبراير – جون بنيامين كندريك حاكم وايومنغ  [لغات أخرى]‏.
- 5 مارس – هنري دروري هاتفيلد حاكم فرجينيا الغربية  [لغات أخرى]‏.
- 15 مارس – حيرام جونسون حاكم كاليفورنيا.
- 22 سبتمبر – هيو لينوكس سكوت رئيس أركان جيش الولايات المتحدة.

## ظهور
- 1 يناير – فوربس المجلة الاقتصادية الأولى في العالم.

## أفلام
من الأفلام التي صدرت هذه السنة في الولايات المتحدة:
- 1 يناير – صبي الجزار من إخراج نيل جوردن، روسكو آرباكل.
- 1 يناير – كليوباترا من إخراج J. Gordon Edwards (director) [الإنجليزية]‏.
- 1 يناير – كوني آيلاند من إخراج روسكو آرباكل.
- 1 يناير – وردة الدم من إخراج J. Gordon Edwards (director) [الإنجليزية]‏.

## كتب
من الكتب التي صدرت هذه السنة في الولايات المتحدة:
- 1 يناير – أميرة أوز المفقودة من تأليف ليمان فرانك بوم.

## مواليد

### يناير
- 1 يناير – مانويل برومبرج رسام من الولايات المتحدة الأمريكية.
- 3 يناير – ديك شولتز لاعب كرة سلة أمريكي.
- 3 يناير – فيرنون والترز
- 5 يناير – جين وايمان
- 11 يناير – مارغريت رايت
- 24 يناير – إيرنست بورغنين ممثل أمريكي.
- 26 يناير – لويس زامبريني

### فبراير
- 11 فبراير – سيدني شيلدون كاتب أمريكي.
- 12 فبراير – آل سيرفي
- 12 فبراير – أوديسا جرادي كلاي
- 14 فبراير – هيربرت هاوبتمان رياضياتي أمريكي.
- 24 فبراير – مو بيكر لاعب كرة سلة أمريكي.
- 26 فبراير – روبرت تافت الابن سياسي أمريكي.
- 27 فبراير – جون كونالي سياسي أمريكي.

### مارس
- 6 مارس – دونالد ديفيدسن فيلسوف أمريكي.
- 6 مارس – ديفيد باور ممثل أمريكي.
- 6 مارس – هاري كوفر
- 10 مارس – جون بوتنام ميريل طبيب أمريكي.
- 16 مارس – ويل إيسنر
- 22 مارس – فيرجينيا غراي ممثلة أمريكية.
- 25 مارس – غريدي لويس لاعب كرة سلة أمريكي.
- 26 مارس – روفس توماس
- 27 مارس – سايرس فانس
- 28 مارس – فرنسيس إدوارد ميلوي دبلوماسي أمريكي.

### أبريل
- 1 أبريل – شيلدون ماير كاتب من الولايات المتحدة الأمريكية.
- 2 أبريل – دابس غرير ممثل أمريكي.
- 5 أبريل – روبرت بلوخ
- 7 أبريل – آر جي آرمسترونغ ممثل أمريكي.
- 8 أبريل – وينفريد اسبري
- 9 أبريل – براد دكستر ممثل أمريكي.
- 10 أبريل – روبرت وودورد كيميائي أمريكي.
- 14 أبريل – مارفين ميلر نقابي من الولايات المتحدة الأمريكية.
- 15 أبريل – هانز كونريد
- 16 أبريل – باري نيلسون ممثل أمريكي.
- 16 أبريل – وليام بيلي بنيديكت ممثل أمريكي.
- 25 أبريل – إلا فيتزجيرالد
- 28 أبريل – روبرت كورنثويت ممثل أمريكي.

### مايو
- 1 مايو – جون بيرادينو
- 18 مايو – بيل إيفرت فنان قصص مصورة من الولايات المتحدة الأمريكية.
- 20 مايو – ديفيد ماكليلاند
- 23 مايو – إدوارد نورتون لورنتز
- 27 مايو – جورج تي رينولدز عالم فلك أمريكي.
- 29 مايو – جون كينيدي الرئيس الخامس والثلاثين للولايات المتحدة.

### يونيو
- 1 يونيو – ويليام نولز كيميائي أمريكي.
- 3 يونيو – ليو غورسي ممثل أمريكي.
- 4 يونيو – هيلين وود ممثلة أمريكية.
- 7 يونيو – دين مارتن
- 8 يونيو – بايرون وايت سياسي أمريكي.
- 11 يونيو – بويس مكدانيل فيزيائي أمريكي.
- 15 يونيو – جون فين
- 16 يونيو – كاثرين غراهام ناشرة أمريكية.
- 30 يونيو – سوزان هيوارد ممثلة أمريكية.
- 30 يونيو – لينا هورن

### يوليو
- 1 يوليو – جيمي مونتيث
- 7 يوليو – لاري أوبراين سياسي أمريكي.
- 8 يوليو – فاي ايمرسون ممثلة أمريكية.
- 11 يوليو – إد سادوفسكي لاعب كرة سلة أمريكي.
- 12 يوليو – أندرو وايث
- 17 يوليو – فيليس ديلر ممثلة وكوميدية أمريكية.
- 19 يوليو – ويليام سكرانتون سياسي أمريكي.
- 26 يوليو – ألبرتا ادامز

### أغسطس
- 1 أغسطس – بتي سكالزو ملاكم من الولايات المتحدة الأمريكية.
- 6 أغسطس – روبرت ميتشوم
- 13 أغسطس – فيليب هاندلر
- 18 أغسطس – كاسبار واينبرغر سياسي أمريكي.
- 19 أغسطس – هنري لارد بروفيسور كيمياء حيوية.
- 20 أغسطس – تيري سانفورد سياسي أمريكي.
- 22 أغسطس – جون لي هوكر
- 25 أغسطس – ميل فيرير
- 28 أغسطس – جاك كيربي

### سبتمبر
- 4 سبتمبر – هنري فورد الثاني رائد أعمال من الولايات المتحدة الأمريكية.
- 6 سبتمبر – تشارلي بورلي ملاكم من الولايات المتحدة الأمريكية.
- 6 سبتمبر – ريتشارد بر مخرج مسرحي من الولايات المتحدة الأمريكية.
- 7 سبتمبر – يعقوب لورانس رسام أمريكي.
- 9 سبتمبر – ديفوريست كوفان ممثل أمريكي.
- 11 سبتمبر – هندرسون فورسيث ممثل أمريكي.
- 15 سبتمبر – بادي جانيت
- 18 سبتمبر – جوون فوراي
- 20 سبتمبر – ريد أورباخ
- 26 سبتمبر – هاريسون براون
- 27 سبتمبر – كارل بالانتاين
- 29 سبتمبر – جيسي رينيك

### أكتوبر
- 1 أكتوبر – روبرت جيست ممثل ومخرج أمريكي.
- 2 أكتوبر – تشارلز دريك ممثل أمريكي.
- 6 أكتوبر – ليو ماير فنان من الولايات المتحدة الأمريكية.
- 7 أكتوبر – جون أليسون
- 8 أكتوبر – بيلي كون ملاكم من الولايات المتحدة الأمريكية.
- 10 أكتوبر – ثالونيوس منك
- 15 أكتوبر – آرثر ماير شليزنجر
- 21 أكتوبر – جين إنجلوند لاعب كرة سلة أمريكي.
- 21 أكتوبر – ديزي غيليسبي
- 23 أكتوبر – روبرت براي ممثل أمريكي.
- 24 أكتوبر – جون ألفين
- 27 أكتوبر – بوب باتريك لاعب كرة قاعدة من الولايات المتحدة الأمريكية.

### نوفمبر
- 4 نوفمبر – ليوناردو سيمينو
- 5 نوفمبر – سال بارتولو ملاكم من الولايات المتحدة الأمريكية.
- 11 نوفمبر – تيبي لاركن ملاكم من الولايات المتحدة الأمريكية.
- 20 نوفمبر – روبرت بيرد سياسي أمريكي.
- 21 نوفمبر – دوروثي أرنولد
- 27 نوفمبر – ديك هوجان ممثل أمريكي.

### ديسمبر
- 4 ديسمبر – آرثر سينغر رسام من الولايات المتحدة الأمريكية.
- 9 ديسمبر – جيمس رينوتر فيزيائي أمريكي.
- 18 ديسمبر – أوسي ديفيس
- 19 ديسمبر – بول برينغار ممثل أمريكي.
- 20 ديسمبر – ديفيد بوم
- 22 ديسمبر – فرانكي دارو
- 24 ديسمبر – ويليام ديفيز جيولوجي من الولايات المتحدة الأمريكية.
- 26 ديسمبر – روز ماري وودز أمينة سر من الولايات المتحدة الأمريكية.

## وفيات

### يناير
- 8 يناير – ماري مسيلروي (مواليد 1841) سياسية من الولايات المتحدة الأمريكية.
- 10 يناير – بافالو بيل (مواليد 1846)

### فبراير
- 19 فبراير – فيديريك فونستون (مواليد 1865) ضابط من الولايات المتحدة الأمريكية.
- 21 فبراير – فريد ميس (مواليد 1878) ممثل من الولايات المتحدة الأمريكية.

### مارس
- 14 مارس – زينا فيرى مودي (مواليد 1832) سياسي أمريكي.
- 24 مارس – تشارلز شاييه-لونغ (مواليد 1842) مستكشف أمريكي.

### أبريل
- 1 أبريل – سكوت جوبلن (مواليد 1868)
- 8 أبريل – ريتشارد أولني (مواليد 1835) سياسي أمريكي.
- 14 أبريل – رودلف برونو (مواليد 1858)

### مايو
- 8 مايو – توماس ماك آرثر أندرسون (مواليد 1836) عسكري من الولايات المتحدة الأمريكية.
- 10 مايو – جوزيف فوراكر (مواليد 1846) سياسي أمريكي.

### يونيو
- 20 يونيو – جيمس كرافتس (مواليد 1839) كيميائي أمريكي.

### يوليو
- 2 يوليو – وليام هنري مودي (مواليد 1853) سياسي أمريكي.
- 11 يوليو – مايك غلوفر (مواليد 1890) ملاكم من الولايات المتحدة الأمريكية.

### أغسطس
- 29 أغسطس – بيرسي ناب (مواليد 1863) لاعب كرة مضرب أمريكي.

### نوفمبر
- 11 نوفمبر – ليليوكالاني (مواليد 1838)
- 15 نوفمبر – جون دبليو فوستر (مواليد 1836) سياسي أمريكي.